# Gutenborn
Gutenborn è un comune di 1 763 abitanti della Sassonia-Anhalt, in Germania.

Appartiene al circondario del Burgenland (targa BLK), ed è amministrato dalla Verbandsgemeinde Droyßiger-Zeitzer Forst.

## Storia
Il comune venne formato il 1º gennaio 2010 dalla fusione dei comuni di Bergisdorf, Droßdorf, Heuckewalde e Schellbach.